# 佐々木琴子
佐々木 琴子（ささき ことこ、1998年〈平成10年〉8月28日 - ）は、日本の声優、タレントであり、女性アイドルグループ乃木坂46の元メンバーである。埼玉県本庄市出身。

## 略歴
アニメ『マギ』の主題歌「指望遠鏡」で乃木坂46を知り、友達の母親の勧めで乃木坂46の2期生オーディションを受ける。2013年（平成25年）3月、乃木坂46の2期生オーディションに合格して加入。オーディションでは、乃木坂46の「せっかちなかたつむり」を歌った。
同年5月3日から5月12日に東京・赤坂ACTシアターで行われた乃木坂46の劇場公演第2弾『16人のプリンシパル deux』東京公演で他の乃木坂46の2期生とともにお披露目された。同年8月4日、幕張メッセで行われた乃木坂46の6thシングル「ガールズルール」発売記念全国握手会イベントで初パフォーマンスを披露。
2015年（平成27年）2月22日、『乃木坂46 3rd YEAR BIRTHDAY LIVE』で研究生より正規メンバーに昇格した。
2017年（平成29年）4月7日から1年間、『ジャパコンpresentsエージェントHaZAP』（BSフジ）に統括補佐官「エージェント・メイ」として、鈴木絢音とともにレギュラー出演。
2018年（平成30年）11月8日から18日、『舞台「けものフレンズ」2〜ゆきふるよるのけものたち〜』でギンギツネ役の鈴木絢音とともにキタキツネ役を演じる。
2019年（平成31年）4月から、かねてから夢と公言していたラジオのレギュラーである「乃木坂46佐々木琴子のトップギア」（「A&Gリクエストアワー 阿澄佳奈のキミまち!」内のフロート番組）でパーソナリティを務める。第6回『アニラジアワード』において、「BEST CUTE RADIO かわいいラジオ賞」と「BEST FEMALE RADIO 最優秀女性ラジオ賞」の2部門にノミネートされたが、どちらも受賞することは出来なかった。
2020年（令和2年）1月26日、同年3月いっぱいで乃木坂46から卒業することを公式ブログで発表した。同年3月7日、中止になった2期生ライブの代わり「幻の2期生ライブ」が生配信され40万人以上が視聴。その中で 25thシングル収録の2期生楽曲「アナスターシャ」のMVが解禁、乃木坂46のメンバーとして最後のMV出演となった。同年3月25日、猫舌SHOWROOM『できるかな！？乃木坂46』で佐々木琴子卒業スペシャルの配信が行われ、同年3月31日をもって乃木坂46を卒業した。同年10月14日、同月8日付でスタイルキューブに所属、声優として活動することを発表した。
2021年（令和3年）2月25日、埼玉県警察自転車盗難被害防止メッセンジャーに就任した。2024年（令和6年）9月27日には、同県警朝霞警察署一日署長に就任した。
2023年（令和5年）2月10日、メディアミックス作品「ラブライブ!シリーズ」の1作品である『ラブライブ!蓮ノ空女学院スクールアイドルクラブ』の夕霧綴理役に選ばれ、声優ユニット・蓮ノ空女学院スクールアイドルクラブのメンバーとなる。同年6月1日、個人のYouTubeチャンネルを開設した。
2024年（令和6年）11月26日、出身地である本庄市の観光大使に就任する。
2025年（令和7年）7月1日、同年6月30日をもってスタイルキューブを退所したことを発表。

## 人物
愛称は、ことこ、こったん。足のサイズは、24 - 24.5cm。視力は、右1.0、左0.5。『レコメン!』（文化放送）番組企画のリスナーからの投票による「女性アイドル顔だけ総選挙」で、2017年（第5回）に3位、2018年（第6回）に2位、2019年（第7回）に2位となる。
好きな食べ物はチーズと母の作ったハンバーグ。嫌いな食べ物はなめこ、サザエ、しいたけ。好きな飲み物はめんつゆ、オレンジジュース、水。嫌いな飲み物は豆乳。好きな色は緑色、好きな数字は7と8。好きな季節は夏。好きなテレビ番組は『HUNTER×HUNTER』、『銀魂』。好きな動物は猫。
趣味はお菓子作り、絵を描くこと、可愛い猫の画像を見ること。
特技は算盤で、小学2年生から小学6年生までやっていた。保有資格は算盤二級、普通自動車免許（MT）。
後にスタイルキューブの先輩となる石原夏織に憧れており、石原のCDリリースイベントにVTR出演したことがある。
乃木坂46では、さゆりんご軍団の副軍団長。さゆりんご軍団の公式キャラクター「あぷぅ」を考案した。
中学3年生の時の担任が中学時代の井上小百合の担任でもあった。

## 出演
太字はメインキャラクター。

### テレビアニメ
2022年
- シャドウバースF（女の子）
- 転生したら剣でした（街娘）
- 永久少年 Eternal Boys（2022年 - 2023年、女子生徒、ナレーター、レポーター）

2023年
- 七つの魔剣が支配する（女子生徒）

2024年
- 恋は双子で割り切れない（女子生徒）

### ゲーム
2021年
- けものフレンズ3（キングペンギン）
- ブラウンダスト（アイラ）
- 城姫クエスト 極（敦賀城、撫養城）

2023年
- Link!Like!ラブライブ!（2023年 - 2025年、夕霧綴理）

2025年
- コードギアス 反逆のルルーシュ ロストストーリーズ（サトリ・リシリュー）
- D.C. Re:tune 〜ダ・カーポ〜 リチューン（うたまる）

### ナレーション
- ガリレオX（BSフジ）
  - ＃244 「アイドルとは何か? さようならすべての先入観」（2021年6月13日）[62][63]
  - ＃248 「DinoScience恐竜科学博で知る 恐竜たちのリアルな生きざま」（2021年8月8日）[64][65]

### デジタルコミック
- 推しが隣で授業に集中できない!（吉田千尋[66][67]）

### テレビドラマ
- 初森ベマーズ（2015年7月11日 - 9月26日、テレビ東京）片桐コトコ 役[68]

### テレビ番組
- ジャパコンpresents エージェントHaZAP（2017年4月7日 - 2018年3月17日、BSフジ）統括補佐官エージェントメイ 役[11][12][13]
- 発表!全ガンダム大投票（2018年5月5日、NHK BSプレミアム）ゲスト出演[69][70]
- こんびず!〜コンテンツ×ビジネス情報局〜（2024年10月15日 - 、BS日テレ） - 今手りほこ[71]

### CM
- アニメイト新宿 移転リニューアルオープンTV-CM（声の出演）[72]
- アニふる TV-CM（声の出演）[73]

### 舞台
- じょしらく（2015年6月19日 - 21日・24日・28日、AiiA 2.5 Theater Tokyo）空琉美遊亭丸京 役[74][75]
- じょしらく弐 〜時かけそば〜（2016年5月13日 - 14日・18日 - 19日・22日、AiiA 2.5 Theater Tokyo）空琉美遊亭丸京 役[76][77]
- 舞台『けものフレンズ』2〜ゆきふるよるのけものたち〜（2018年11月8日 - 18日、品川プリンスホテル クラブeX）主演・キタキツネ 役[14][15][78]
- 朗読劇「ドラゴンギアスAnother〜再生のための物語〜」（2021年4月7日 - 11日、渋谷区文化総合センター大和田伝承ホール）ヒロイン・レナ役[79][80]
- 朗読劇「美術室に置き去りにされた天使－再演－」（2025年4月3日・5日・6日、シアターサンモール） - よしこ 役[81][82]
- 朗読劇「明日の卒業生たち」（2025年6月14日・18日、彩の国さいたま芸術劇場・小ホール） - 山崎沙雪 役[83][84]
- ライブ×リーディング「KAWAII偶像パラドキシカル」（2025年7月30日 - 8月3日、CBGKシブゲキ!!） - コメ子 役[85]
- VISIONARY READING「三島由紀夫レター教室」（2025年10月8日〈予定〉、紀伊國屋ホール） - 空ミツ子 役[86]
- 舞台「かげきしょうじょ!!」第3章 The Final（2025年11月1日 - 5日〈予定〉、三越劇場） - 杉本紗和 役[87]

### ラジオ
※はインターネット配信。
- A&Gリクエストアワー 阿澄佳奈のキミまち!（2019年4月6日 - 2020年9月26日、文化放送・超!A&G+※） - フロート番組「乃木坂46佐々木琴子のトップギア[注 3]」のパーソナリティを担当[17][89]
- 石原夏織と佐々木琴子の一夜限りの推しごと いしこと!（2021年7月2日、超!A&G+※）[90][91]
- 豊田萌絵 with もえころがし（2023年 - 2024年、超!A&G+※）[注 4]
- ラジオどっとあい 佐々木琴子のことこのこと（2024年1月13日 - 4月6日、AG-ON Premium※・YouTube※・超!A&G+※・KNBラジオ）- 95代目パーソナリティー[93]
- 佐々木琴子のささいなこと（2024年4月2日 - 12月24日、YouTube※・超!A&G+※）[94]
- 佐々木琴子のここだけのこと（2025年4月1日 - 、音泉※）[95]

### ネット配信
- UBIch 限定復活第1回『UNO』真剣勝負!（2021年3月4日、YouTube、ニコニコ生放送、Twitter）[96][97]
- ファミ通LIVE（2021年6月11日 - 2022年6月24日、YouTube、ニコニコ生放送、Twitter LIVE）MC（週替り）[98]
- arrows FESTIVAL Invitational（2021年8月4日、YouTube）アシスタントMC [99][100]

### イベント
- マチ★アソビ vol.17 ニュータイプアニメアワード授賞式「The Moving Pictures Festival 2016」（2016年10月9日、徳島市眉山山頂ステージ）[101]

### 合同ライブ
- PPP ONLINE LIVE 〜世界ペンギンの日大感謝祭〜（2021年4月25日、オンラインライブ）サプライズ出演[102]
- さ〜ゆ〜Ready? 〜さゆりんご軍団ライブ/松村沙友理卒業コンサート〜（2021年6月22日 - 23日、横浜アリーナ）さゆりんご軍団ライブのみ出演[103][104]

### その他
- モンスターストライク ゴールドラッシュバトラー『ゴルバト教室』（マドカ）[105]

## ディスコグラフィ

### シングル
乃木坂46
- ボーダー（2015年3月18日、SRCL-8786） - EAN 4988009104614。
- 別れ際、もっと好きになる（2015年7月22日、SRCL-8844/5） - EAN 4988009110790。
- 嫉妬の権利（2015年10月28日、SRCL-8910/6） - EAN 4988009116754。
- 不等号（2016年3月23日、SRCL-9032/3） - EAN 4988009125503。
- 白米様（2016年7月27日、SRCL-9142/3） - EAN 4988009130460。
- シークレットグラフィティー（2016年7月27日、SRCL-9145/6） - EAN 4988009131429。
- ブランコ（2016年11月9日、SRCL-9260/1） - EAN 4547366278873。
- 風船は生きている（2017年3月22日、SRCL-9374/5） - EAN 4547366297539。
- アンダー（2017年8月9日、SRCL-9491/2） - EAN 4547366319163。
- ライブ神（2017年8月9日、SRCL-9493/4） - EAN 4547366319170。
- My rule（2017年10月11日、SRCL-9576/7） - EAN 4547366330335。
- 新しい世界（2018年4月25日、SRCL-9784/5） - EAN 4547366354157。
- スカウトマン（2018年4月25日、SRCL-9786/7） - EAN 4547366354164。
- 三角の空き地（2018年8月8日、SRCL-9913/4） - EAN 4547366369465。
- 日常（2018年11月14日、SRCL-9976/7） - EAN 4547366382044。
- 滑走路（2019年5月29日、SRCL-11186/94） - EAN 4547366406672。
- 〜Do my best〜じゃ意味はない（2019年9月4日、SRCL-11266/7） - EAN 4547366418606。
- アナスターシャ（2020年3月25日、SRCL-11462/3） - EAN 4547366444209。

こじ坂46
- 風の螺旋（2014年11月26日、KIZM-90317/8） - EAN 4988003460884。

### アルバム
乃木坂46
- 透明な色（2015年1月7日、SRCL-8662/7） - EAN 4988009099934。
- それぞれの椅子（2016年5月25日、SRCL-9078/86） - EAN 4988009128580。
- 生まれてから初めて見た夢（2017年5月24日、SRCL-9437/44） - EAN 4547366307825。
- 僕だけの君〜Under Super Best〜（2018年1月10日、SRCL-9630/7） - EAN 4547366336214。
- 今が思い出になるまで（2019年4月17日、SRCL-11140/7） - EAN 4547366401325。
- Time flies（2021年12月15日、SRCL-12020/30） - EAN 4547366534184。

### 映像作品
- 2期生紹介(1)（2013年11月27日） - EAN 4988009087887。
- 研究生×山田篤宏 Part 2（2014年7月9日） - EAN 4988009094229。
- NOGIBINGO!2（2014年9月12日） - EAN 4988021299015。
- 研究生 part3（2014年10月8日） - EAN 4988009097275。
- 研究生（2015年3月18日） - EAN 4988009104591。
- NOGIBINGO!3（2015年4月24日） - EAN 4988021729635。
- AKB48 リクエストアワーセットリストベスト1035 2015（2015年4月30日） - EAN 4580303213667。
- 乃木坂46 2ND YEAR BIRTHDAY LIVE 2014.2.22 YOKOHAMA ARENA（2015年6月17日） - EAN 4988009110134。
- 佐々木琴子&和田まあや（2015年7月22日） - EAN 4988009110790。
- NOGIBINGO!4（2015年10月16日） - EAN 4988021729734。
- 佐々木琴子（2015年10月28日） - EAN 4988009116747。
- 悲しみの忘れ方 Documentary of 乃木坂46（2015年11月18日） - EAN 4988104099327。
- 初森ベマーズ（2016年1月20日） - EAN 4988104099433。
- 佐々木琴子（2016年3月23日） - EAN 4988009124896。
- 乃木坂46 3rd YEAR BIRTHDAY LIVE 2015.2.22 SEIBU DOME（2016年7月6日） - EAN 4988009129518。
- NOGIBINGO!6（2016年9月30日） - EAN 4988021714662。
- 乃木坂46 4th YEAR BIRTHDAY LIVE 2016.8.28-30 JINGU STADIUM（2017年6月28日） - EAN 4547366310627。
- NOGIBINGO!7（2017年8月4日） - EAN 4988021715294。
- 乃木坂46 5th YEAR BIRTHDAY LIVE 2017.2.20-22 SAITAMA SUPER ARENA（2018年3月28日） - EAN 4547366344523。
- 乃木坂46 真夏の全国ツアー2017 FINAL! IN TOKYO DOME（2018年7月11日） - EAN 4547366363999。
- NOGIBINGO!9（2018年10月19日） - EAN 4988021147392。
- 舞台「けものフレンズ」2〜ゆきふるよるのけものたち〜（2019年4月10日） - EAN 4589630117587。
- 乃木坂46 6th YEAR BIRTHDAY LIVE 2018.07.06-08 JINGU STADIUM&CHICHIBUNOMIYA RUGBY STADIUM（2019年7月3日） - EAN 4547366411270。
- いつのまにか、ここにいる Documentary of 乃木坂46（2019年12月25日） - EAN 4988104123695。
- 乃木坂46 7th YEAR BIRTHDAY LIVE 2019.2.21-24 KYOCERA DOME OSAKA（2020年2月5日） - EAN 4547366438956。
- さ〜ゆ〜Ready?さゆりんご軍団ライブ/松村沙友理 卒業コンサート（2023年4月26日）[106]

## 書籍

### 写真集
- 明け方の夢（2025年5月15日、主婦の友社）[107][108]

### 雑誌連載
- 声優グランプリ（2024年5月10日 - 、主婦の友社）ポストコ -Post up Kotoko-[109]